# Fernandinho Beira-Mar
Luiz Fernando da Costa, más conocido como Fernandinho Beira-Mar o Gaucho (Duque de Caxias, Río de Janeiro; 4 de julio de 1967), es un exnarcotraficante brasileño. Fue apodado el «El emperador de Río de Janeiro» por su influencia sobre la ciudad de Río de Janeiro. Su organización criminal la llamó «Comando Vermelho» (Comando Rojo en portugués).

## Biografía
Fernandinho Beira-Mar fue criado por su madre, Zelina, junto con su amigo Ditori un joven mucho menor que él, un ama de casa y empleada del servicio, que murió atropellada en un accidente. No conoció a su padre. Entre los 13 y los 18 años, Luiz Fernando comenzó su carrera delincuencial, practicando los primeros asaltos. Tiendas de ventas al por menor, bancos y bodegas para el depósito de materiales militares eran sus objetivos principales. Fue acusado de robar armas de fuego pesadas del Ejército de Brasil y vendérselos a traficantes en la ciudad de Río de Janeiro.

### Arresto y escape
A los 20 años, fue arrestado por asalto y condenado a dos años de prisión. Tras cumplir la pena y salir, regresó a vivir en la Favela Beira-Mar, donde se volvió una de las cabezas del tráfico local.
Tuvo vínculos con empresarios y políticos brasileños. Las autoridades brasileñas establecieron que cerca de 53 personas tenían nexos con Beira-Mar, a través de cuentas bancarias en distintos lugares del mundo.
En 1996 un juez brasileño lo condenó a 12 años de prisión por narcotráfico, pero en marzo de 1997 se fugó de la cárcel de la Segunda División Especializada de Operaciones Especiales del estado de Minas Gerais. Solo estuvo preso nueve meses, tras los cuales logró huir luego de pagar millonarias sumas de dinero a varios policías y guardianes que lo custodiaban en la cárcel. De allí viajó a Paraguay, donde se reunió con la familia Morel, jefes del cartel de las drogas de ese país. Entre 1995 y 1998, su red del delito hacía transacciones por unos US$16,5 millones de dólares. En 1997 creó una red para la compra y venta de armamento pesado en Paraguay, para luego cambiarlo por cocaína a las Fuerzas Armadas Revolucionarias de Colombia - Ejército del Pueblo (FARC-EP).

### Captura y extradición
Beira-Mar fue considerado como uno de los mayores traficantes de armas de América Latina. Está preso desde el año de 2002 después de ser extraditado de Colombia a Brasil, donde fue capturado por las autoridades colombianas en medio de la Operación Gato Negro el 19 de abril de 2001, cuando intercambiaba armas por droga con el jefe de las FARC-EP, Negro Acacio en las selvas del Guainía.
Una vez extraditado a Brasil, fue condenado a treinta años de prisión, siendo transferido constantemente de prisión en prisión, debido a que la justicia de Brasil acabó con el régimen especial de prisiones. En prisión conoció al narcotraficante colombiano Juan Carlos Ramírez Abadía «Chupeta», con quien trató en repetidas ocasiones fugarse de prisión, las cuales todas fracasaron y la última en la que pretendían chantajear al gobierno y fallidamente ordenar el secuestro de uno de los hijos del entonces presidente Luiz Inácio Lula da Silva.